# 選抜高等学校野球大会 (愛媛県勢)
選抜高等学校野球大会における愛媛県勢の成績について記す。

## 大会結果
| 大会（年度）         | 選出校                            | 試合結果 | 試合結果                        | 成績     |
| -------------------- | --------------------------------- | -------- | ------------------------------- | -------- |
| 第1回大会（1924年）  | 松山商（初出場）                  | 1回戦    | ● 2 - 3 早稲田実                | 初戦敗退 |
| 第2回大会（1925年）  | 松山商（2年連続2回目）            | 1回戦    | ○ 4 - 3 広陵中                  | 優勝     |
| 第2回大会（1925年）  | 松山商（2年連続2回目）            | 準々決勝 | ○ 13 - 5 横浜商                 | 優勝     |
| 第2回大会（1925年）  | 松山商（2年連続2回目）            | 準決勝   | ○ 7 - 3 甲陽中                  | 優勝     |
| 第2回大会（1925年）  | 松山商（2年連続2回目）            | 決勝     | ○ 3 - 2 高松商                  | 優勝     |
| 第3回大会（1926年）  | 松山商（3年連続3回目）            | 1回戦    | ● 6 - 8 和歌山中                | 初戦敗退 |
| 第4回大会（1927年）  | 松山商（4年連続4回目）            | 1回戦    | ○ 8 - 7 鳥取一中（延長13回）    | ベスト4  |
| 第4回大会（1927年）  | 松山商（4年連続4回目）            | 準決勝   | ● 1 - 4 和歌山中                | ベスト4  |
| 第5回大会（1928年）  | 松山商（5年連続5回目）            | 1回戦    | ○ 6 - 3 平安中                  | ベスト8  |
| 第5回大会（1928年）  | 松山商（5年連続5回目）            | 準々決勝 | ● 2 - 5 静岡中                  | ベスト8  |
| 第7回大会（1930年）  | 松山商（2年ぶり6回目）            | 1回戦    | ○ 3 - 2 諏訪蚕糸                | 準優勝   |
| 第7回大会（1930年）  | 松山商（2年ぶり6回目）            | 準々決勝 | ○ 10 - 0 明石中                 | 準優勝   |
| 第7回大会（1930年）  | 松山商（2年ぶり6回目）            | 準決勝   | ○ 9 - 2 平安中                  | 準優勝   |
| 第7回大会（1930年）  | 松山商（2年ぶり6回目）            | 決勝     | ● 1 - 6 第一神港商              | 準優勝   |
| 第8回大会（1931年）  | 北予中（初出場）                  | 2回戦    | ○ 15 - 3 神奈川商工             | ベスト8  |
| 第8回大会（1931年）  | 北予中（初出場）                  | 準々決勝 | ● 0 - 6 和歌山中                | ベスト8  |
| 第8回大会（1931年）  | 松山商（2年連続7回目）            | 2回戦    | ○ 5 - 2 平安中                  | ベスト8  |
| 第8回大会（1931年）  | 松山商（2年連続7回目）            | 準々決勝 | ● 0 - 3 広島商                  | ベスト8  |
| 第9回大会（1932年）  | 松山商（3年連続8回目）            | 2回戦    | ○ 8 - 0 岐阜商                  | 優勝     |
| 第9回大会（1932年）  | 松山商（3年連続8回目）            | 準々決勝 | ○ 8 - 0 八尾中                  | 優勝     |
| 第9回大会（1932年）  | 松山商（3年連続8回目）            | 準決勝   | ○ 3 - 2 中京商（延長10回）      | 優勝     |
| 第9回大会（1932年）  | 松山商（3年連続8回目）            | 決勝     | ○ 1 - 0 明石中                  | 優勝     |
| 第10回大会（1933年） | 松山商（4年連続9回目）            | 1回戦    | ● 0 - 3 一宮中                  | 初戦敗退 |
| 第10回大会（1933年） | 松山中（初出場）                  | 1回戦    | ● 3 - 4 大正中（延長12回）      | 初戦敗退 |
| 第12回大会（1935年） | 松山商（2年ぶり10回目）           | 2回戦    | ○ 5 - 0 日新中                  | ベスト8  |
| 第12回大会（1935年） | 松山商（2年ぶり10回目）           | 準々決勝 | ● 0 - 1 愛知商                  | ベスト8  |
| 第13回大会（1936年） | 松山商（2年連続11回目）           | 1回戦    | ○ 1 - 0 浪華商                  | ベスト8  |
| 第13回大会（1936年） | 松山商（2年連続11回目）           | 2回戦    | ○ 2 - 0 岐阜商                  | ベスト8  |
| 第13回大会（1936年） | 松山商（2年連続11回目）           | 準々決勝 | ● 0 - 1 育英商                  | ベスト8  |
| 第28回大会（1956年） | 西条（初出場）                    | 2回戦    | ● 0 - 2 桐生                    | 初戦敗退 |
| 第34回大会（1962年） | 松山商（26年ぶり12回目）          | 1回戦    | ○ 4 - 3 宮古（延長15回）        | ベスト4  |
| 第34回大会（1962年） | 松山商（26年ぶり12回目）          | 2回戦    | ○ 2 - 1 御所工                  | ベスト4  |
| 第34回大会（1962年） | 松山商（26年ぶり12回目）          | 準々決勝 | ○ 9 - 0 PL学園                  | ベスト4  |
| 第34回大会（1962年） | 松山商（26年ぶり12回目）          | 準決勝   | ● 2 - 3 作新学院（延長16回）    | ベスト4  |
| 第37回大会（1965年） | 今治南（初出場）                  | 1回戦    | ● 4 - 5 大谷                    | 初戦敗退 |
| 第39回大会（1967年） | 松山商（5年ぶり13回目）           | 1回戦    | ● 3 - 4x 桐生                   | 初戦敗退 |
| 第39回大会（1967年） | 新居浜商（初出場）                | 1回戦    | ○ 6 - 0 札幌光星                | ベスト8  |
| 第39回大会（1967年） | 新居浜商（初出場）                | 2回戦    | ○ 3 - 1 平安                    | ベスト8  |
| 第39回大会（1967年） | 新居浜商（初出場）                | 準々決勝 | ● 2 - 5 報徳学園（延長11回）    | ベスト8  |
| 第40回大会（1968年） | 今治西（初出場）                  | 1回戦    | ○ 3 - 1 日大三                  | 2回戦    |
| 第40回大会（1968年） | 今治西（初出場）                  | 2回戦    | ● 1 - 3 広陵                    | 2回戦    |
| 第41回大会（1969年） | 帝京第五（初出場）                | 1回戦    | ● 0 - 2 釧路第一                | 初戦敗退 |
| 第42回大会（1970年） | 西条（14年ぶり2回目）             | 1回戦    | ● 0 - 1 中京                    | 初戦敗退 |
| 第44回大会（1972年） | 今治西（4年ぶり2回目）            | 1回戦    | ○ 4 - 3 静岡商                  | 2回戦    |
| 第44回大会（1972年） | 今治西（4年ぶり2回目）            | 2回戦    | ● 1 - 3 倉敷工                  | 2回戦    |
| 第45回大会（1973年） | 今治西（2年連続3回目）            | 1回戦    | ○ 2 - 1 岡山東商                | ベスト8  |
| 第45回大会（1973年） | 今治西（2年連続3回目）            | 2回戦    | ○ 6 - 3 函館有斗                | ベスト8  |
| 第45回大会（1973年） | 今治西（2年連続3回目）            | 準々決勝 | ● 0 - 3 作新学院                | ベスト8  |
| 第46回大会（1974年） | 新居浜商（7年ぶり2回目）          | 1回戦    | ● 1 - 3 土浦日大                | 初戦敗退 |
| 第48回大会（1976年） | 新居浜商（2年ぶり3回目）          | 1回戦    | ● 3 - 7 日田林工                | 初戦敗退 |
| 第49回大会（1977年） | 新居浜商（2年連続4回目）          | 1回戦    | ● 10 - 11 育英                  | 初戦敗退 |
| 第50回大会（1978年） | 南宇和（初出場）                  | 1回戦    | ○ 2 - 1 崇徳                    | 2回戦    |
| 第50回大会（1978年） | 南宇和（初出場）                  | 2回戦    | ● 1 - 5 PL学園                  | 2回戦    |
| 第51回大会（1979年） | 川之江（初出場）                  | 1回戦    | ○ 3 - 1 星稜                    | ベスト8  |
| 第51回大会（1979年） | 川之江（初出場）                  | 2回戦    | ○ 1 - 0 前橋工                  | ベスト8  |
| 第51回大会（1979年） | 川之江（初出場）                  | 準々決勝 | ● 3 - 4x 浪商（延長13回）       | ベスト8  |
| 第55回大会（1983年） | 今治西（10年ぶり4回目）           | 1回戦    | ● 1 - 4 駒大岩見沢              | 初戦敗退 |
| 第56回大会（1984年） | 松山商（17年ぶり14回目）          | 1回戦    | ● 4 - 8 取手二                  | 初戦敗退 |
| 第57回大会（1985年） | 西条（15年ぶり3回目）             | 1回戦    | ○ 2 - 1 東邦                    | ベスト8  |
| 第57回大会（1985年） | 西条（15年ぶり3回目）             | 2回戦    | ○ 2 - 1 松商学園                | ベスト8  |
| 第57回大会（1985年） | 西条（15年ぶり3回目）             | 準々決勝 | ● 0 - 5 伊野商                  | ベスト8  |
| 第59回大会（1987年） | 松山北（56年ぶり2回目）           | 1回戦    | ● 1 - 6 甲府工                  | 初戦敗退 |
| 第60回大会（1988年） | 宇和島東（初出場）                | 2回戦    | ○ 9 - 0 野洲                    | 優勝     |
| 第60回大会（1988年） | 宇和島東（初出場）                | 3回戦    | ○ 9 - 3 近大付                  | 優勝     |
| 第60回大会（1988年） | 宇和島東（初出場）                | 準々決勝 | ○ 5x - 4 宇部商                 | 優勝     |
| 第60回大会（1988年） | 宇和島東（初出場）                | 準決勝   | ○ 5 - 4 桐蔭学園（延長16回）    | 優勝     |
| 第60回大会（1988年） | 宇和島東（初出場）                | 決勝     | ○ 6 - 0 東邦                    | 優勝     |
| 第61回大会（1989年） | 西条（4年ぶり4回目）              | 1回戦    | ○ 7x - 6 県岐阜商               | 2回戦    |
| 第61回大会（1989年） | 西条（4年ぶり4回目）              | 2回戦    | ● 2 - 3 龍谷（延長12回）        | 2回戦    |
| 第62回大会（1990年） | 新田（初出場）                    | 1回戦    | ○ 9 - 1 前橋商                  | 準優勝   |
| 第62回大会（1990年） | 新田（初出場）                    | 2回戦    | ○ 5x - 4 日大藤沢               | 準優勝   |
| 第62回大会（1990年） | 新田（初出場）                    | 準々決勝 | ○ 4 - 0 高松商                  | 準優勝   |
| 第62回大会（1990年） | 新田（初出場）                    | 準決勝   | ○ 4x - 3 北陽（延長17回）       | 準優勝   |
| 第62回大会（1990年） | 新田（初出場）                    | 決勝     | ● 2 - 5 近大付                  | 準優勝   |
| 第64回大会（1992年） | 松山商（8年ぶり15回目）           | 1回戦    | ● 3 - 4x 三重（延長14回）       | 初戦敗退 |
| 第65回大会（1993年） | 宇和島東（5年ぶり2回目）          | 2回戦    | ● 3 - 9 常総学院                | 初戦敗退 |
| 第66回大会（1994年） | 宇和島東（2年連続3回目）          | 1回戦    | ○ 11 - 2 東北                   | ベスト8  |
| 第66回大会（1994年） | 宇和島東（2年連続3回目）          | 2回戦    | ○ 4 - 2 広島商（延長13回）      | ベスト8  |
| 第66回大会（1994年） | 宇和島東（2年連続3回目）          | 準々決勝 | ● 5 - 6 智弁和歌山（延長10回）  | ベスト8  |
| 第67回大会（1995年） | 今治西（12年ぶり5回目）           | 1回戦    | ○ 1 - 0 富山商                  | ベスト4  |
| 第67回大会（1995年） | 今治西（12年ぶり5回目）           | 2回戦    | ○ 3 - 2 広島工                  | ベスト4  |
| 第67回大会（1995年） | 今治西（12年ぶり5回目）           | 準々決勝 | ○ 5x - 4 神港学園（延長13回）   | ベスト4  |
| 第67回大会（1995年） | 今治西（12年ぶり5回目）           | 準決勝   | ● 2 - 6 銚子商                  | ベスト4  |
| 第68回大会（1996年） | 松山商（4年ぶり16回目）           | 1回戦    | ● 3 - 7 宇都宮工                | 初戦敗退 |
| 第69回大会（1997年） | 宇和島東（3年ぶり4回目）          | 1回戦    | ● 2 - 3 日南学園                | 初戦敗退 |
| 第70回大会（1998年） | 今治西（3年ぶり6回目）            | 2回戦    | ○ 14 - 2 東筑                   | 3回戦    |
| 第70回大会（1998年） | 今治西（3年ぶり6回目）            | 3回戦    | ● 1 - 2 関大一                  | 3回戦    |
| 第71回大会（1999年） | 今治西（2年連続7回目）            | 1回戦    | ○ 12 - 8 金足農（延長10回）     | ベスト4  |
| 第71回大会（1999年） | 今治西（2年連続7回目）            | 2回戦    | ○ 7 - 3 高田                    | ベスト4  |
| 第71回大会（1999年） | 今治西（2年連続7回目）            | 準々決勝 | ○ 8 - 5 日南学園                | ベスト4  |
| 第71回大会（1999年） | 今治西（2年連続7回目）            | 準決勝   | ● 3 - 11 水戸商                 | ベスト4  |
| 第72回大会（2000年） | 今治西（3年連続8回目）            | 1回戦    | ● 5 - 6x 東海大相模（延長10回） | 初戦敗退 |
| 第76回大会（2004年） | 済美（初出場）                    | 1回戦    | ○ 9 - 0 土浦湖北                | 優勝     |
| 第76回大会（2004年） | 済美（初出場）                    | 2回戦    | ○ 1 - 0 東邦                    | 優勝     |
| 第76回大会（2004年） | 済美（初出場）                    | 準々決勝 | ○ 7x - 6 東北                   | 優勝     |
| 第76回大会（2004年） | 済美（初出場）                    | 準決勝   | ○ 7 - 6 明徳義塾                | 優勝     |
| 第76回大会（2004年） | 済美（初出場）                    | 決勝     | ○ 6 - 5 愛工大名電              | 優勝     |
| 第76回大会（2004年） | 八幡浜（21世紀枠・初出場）        | 1回戦    | ● 3 - 6 鵡川                    | 初戦敗退 |
| 第77回大会（2005年） | 新田（15年ぶり2回目）             | 1回戦    | ● 0 - 9 福井商                  | 初戦敗退 |
| 第77回大会（2005年） | 西条（16年ぶり5回目）             | 1回戦    | ○ 4 - 3 浦和学院                | 2回戦    |
| 第77回大会（2005年） | 西条（16年ぶり5回目）             | 2回戦    | ● 1 - 6 沖縄尚学                | 2回戦    |
| 第78回大会（2006年） | 今治北（初出場）                  | 1回戦    | ○ 12 - 9 延岡学園               | 2回戦    |
| 第78回大会（2006年） | 今治北（初出場）                  | 2回戦    | ● 3 - 4x 秋田商（延長12回）     | 2回戦    |
| 第79回大会（2007年） | 今治西（7年ぶり9回目）            | 1回戦    | ○ 3 - 2 都留                    | 2回戦    |
| 第79回大会（2007年） | 今治西（7年ぶり9回目）            | 2回戦    | ● 0 - 10 常葉菊川               | 2回戦    |
| 第80回大会（2008年） | 今治西（2年連続10回目）           | 2回戦    | ● 3 - 6 長野日大                | 初戦敗退 |
| 第81回大会（2009年） | 西条（4年ぶり6回目）              | 1回戦    | ● 0 - 1 PL学園                  | 初戦敗退 |
| 第81回大会（2009年） | 今治西（3年連続11回目）           | 1回戦    | ○ 2x - 1 光星学院               | 2回戦    |
| 第81回大会（2009年） | 今治西（3年連続11回目）           | 2回戦    | ● 2 - 15 報徳学園               | 2回戦    |
| 第82回大会（2010年） | 今治西（4年連続12回目）           | 1回戦    | ● 5 - 6x 三重（延長10回）       | 初戦敗退 |
| 第85回大会（2013年） | 済美（9年ぶり2回目）              | 2回戦    | ○ 4x - 3 広陵（延長13回）       | 準優勝   |
| 第85回大会（2013年） | 済美（9年ぶり2回目）              | 3回戦    | ○ 4 - 1 済々黌                  | 準優勝   |
| 第85回大会（2013年） | 済美（9年ぶり2回目）              | 準々決勝 | ○ 6 - 3 県岐阜商                | 準優勝   |
| 第85回大会（2013年） | 済美（9年ぶり2回目）              | 準決勝   | ○ 3 - 2 高知                    | 準優勝   |
| 第85回大会（2013年） | 済美（9年ぶり2回目）              | 決勝     | ● 1 - 17 浦和学院               | 準優勝   |
| 第86回大会（2014年） | 今治西（4年ぶり13回目）           | 1回戦    | ● 1 - 5 桐生第一                | 初戦敗退 |
| 第87回大会（2015年） | 今治西（2年連続14回目）           | 1回戦    | ○ 11 - 7 桐蔭                   | 2回戦    |
| 第87回大会（2015年） | 今治西（2年連続14回目）           | 2回戦    | ● 1 - 8 常総学院                | 2回戦    |
| 第87回大会（2015年） | 松山東（21世紀枠・82年ぶり2回目） | 1回戦    | ○ 5 - 4 二松学舎大付            | 2回戦    |
| 第87回大会（2015年） | 松山東（21世紀枠・82年ぶり2回目） | 2回戦    | ● 2 - 3 東海大四                | 2回戦    |
| 第89回大会（2017年） | 帝京第五（48年ぶり2回目）         | 1回戦    | ● 1 - 9 作新学院                | 初戦敗退 |
| 第90回大会（2018年） | 松山聖陵（初出場）                | 2回戦    | ● 5 - 8 近江                    | 初戦敗退 |
| 第91回大会（2019年） | 松山聖陵（2年連続2回目）          | 1回戦    | ● 1 - 4 大分                    | 初戦敗退 |
| 第93回大会（2021年） | 聖カタリナ（初出場）              | 1回戦    | ● 3 - 4 東海大菅生              | 初戦敗退 |

## 通算成績
| 出場 | 試合 | 勝利 | 敗戦 | 引分 | 勝率 | 優勝 | 準優勝 | ベスト4 |
| ---- | ---- | ---- | ---- | ---- | ---- | ---- | ------ | ------- |
| 62   | 124  | 66   | 58   | 0    | .532 | 4    | 3      | 4       |

## 学校別成績
| 校名       | 出場 | 直近出場 | 勝敗     | 最高成績 | 前身校 |
| ---------- | ---- | -------- | -------- | -------- | ------ |
| 松山商     | 16回 | 1996年   | 20勝14敗 | 優勝2回  |        |
| 今治西     | 14回 | 2015年   | 14勝14敗 | ベスト4  |        |
| 西条       | 6回  | 2009年   | 4勝6敗   | ベスト8  |        |
| 宇和島東   | 4回  | 1997年   | 7勝3敗   | 優勝1回  |        |
| 新居浜商   | 4回  | 1977年   | 2勝4敗   | ベスト8  |        |
| 済美       | 2回  | 2013年   | 9勝1敗   | 優勝1回  |        |
| 新田       | 2回  | 2005年   | 4勝2敗   | 準優勝   |        |
| 松山北     | 2回  | 1987年   | 1勝2敗   | ベスト8  | 北予中 |
| 松山東     | 2回  | 2015年   | 1勝2敗   | 2回戦    | 松山中 |
| 帝京第五   | 2回  | 2017年   | 0勝2敗   | 初戦敗退 |        |
| 松山聖陵   | 2回  | 2019年   | 0勝2敗   | 初戦敗退 |        |
| 川之江     | 1回  | 1979年   | 2勝1敗   | ベスト8  |        |
| 南宇和     | 1回  | 1978年   | 1勝1敗   | 2回戦    |        |
| 今治北     | 1回  | 2006年   | 1勝1敗   | 2回戦    |        |
| 今治南     | 1回  | 1965年   | 0勝1敗   | 初戦敗退 |        |
| 八幡浜     | 1回  | 2004年   | 0勝1敗   | 初戦敗退 |        |
| 聖カタリナ | 1回  | 2021年   | 0勝1敗   | 初戦敗退 |        |

- 参照[1]